# Paid in Full
Paid in Full er en amerikansk stumfilm fra 1914 af Augustus E. Thomas.

## Medvirkende
- Tully Marshall som Joe Brooks.
- Caroline French som Emma Brooks.
- Riley Hatch som Williams.
- George Irving som Jimsey Smith.
- Winifred Kingston som Beth Harris.